# ジェグ寺
ジェグ寺は、中華人民共和国青海省玉樹チベット族自治州玉樹市にあるサキャ派の寺院。チベットの歴史的区分ではカム地方に位置する。古くはこの地にボン教寺院があったようであるが、元代にはなくなっていたようである。1458年、シェーラプギャルツェンがこの地に布教を開始、寺院を作った。1937年にはパンチェン・ラマ9世がこの寺で没した。文化大革命で破壊の憂き目をみたが再建されて、現在では省の文物保護単位に認定されている。2010年の地震の際には僧侶たちが救援活動を行っている。